# Bank Street (sân bóng đá)
Bank Street, được biết đến với tên khác là Bank Lane, là một sân vận động đa năng tại Clayton, Manchester, thuộc Vương quốc Anh. Nó được sử dụng chủ yếu cho trận đấu bóng đá và là vùng đất quê hương thứ hai của Câu lạc bộ bóng đá Manchester United (lúc đó được biết đến với cái tên Câu lạc bộ bóng đá Newton Heath) sau khi rời sân North Road. Sân vận động có sức chứa khoảng 50.000 người. Sau đó, câu lạc bộ chuyển đến Old Trafford vào năm 1910 bởi vì chủ sở hữu câu lạc bộ John Henry Davies tin rằng ông có thể mở rộng thêm sức chứa của sân cộng với sự ô nhiễm của các nhà máy gần đó, điển hình là nhà máy điện nằm ngay góc trái của sân (xem bản đồ).

## Lịch sử
Newton Heath FC, hay Manchester United bị đuổi khỏi mặt đất cũ của họ tại North Road của Manchester Deans và Canons vào năm 1909-1910. Vào thời điểm đó, thư ký AH Albut mua và sử dụng sân Bank Street vào tháng 6 năm 1893. Tại thời điểm đó, mặt sân không có khán đài nhưng vào đầu mùa giải 1893–94 thì hai khán đài được xây dựng.
Trận đấu đầu tiên của Newton Heath trong giải Football League tại sân Bank Street là trận đấu gặp Burnley vào ngày 01 tháng 9 năm 1893, khi 10.000 người chứng kiến Alf Farman ghi một cú hat-trick, người ghi bàn duy nhất của Newton Heath trong chiến thắng 3-2. Các khán đài còn lại được hoàn thành khi tiếp đón Nottingham Forest khoảng 3 tuần sau đó. Tuy nhiên, Newton Heath đã bị xuống hạng ở Giải hạng nhất trong mùa giải đầu tiên của họ tại sân mới khi có đến 16 đội tham dự. Vào thời điểm mùa giải 1894-95, sân Bank Street đã chứng kiến đội nhà Newton Heath có 1 trận thắng đậm Walsall Town Swifts với tỷ số 14-0 (không chính thức, chiến thắng trận đấu không chính thức lớn nhất trong lịch sử của Manchester United). Tuy nhiên, đội bóng Walsall Town Swifts đã khiếu nại là "mặt sân chứa chất độc hại". Liên đoàn bóng đá phán quyết có lợi cho Walsall và trận đấu đã được thực hiện lại, mặc dù kết quả không tốt nhiều hơn cho đội khách lần thứ hai, lần này họ lại thua 9-0.

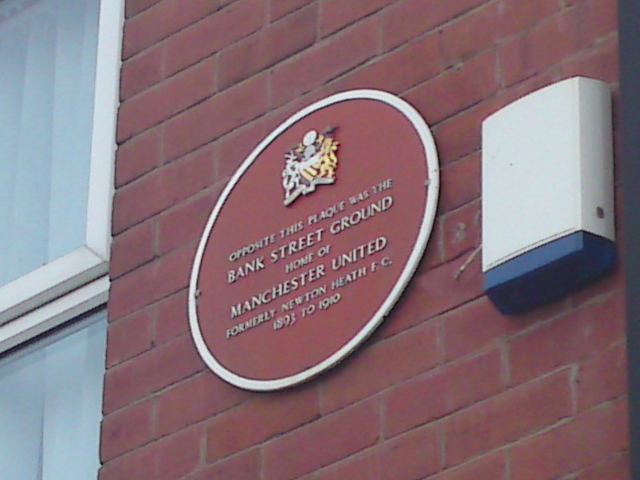
Một tấm bảng đánh dấu vị trí cũ của sân

Trong tháng 10 năm 1895, trước cuộc tiếp đón Manchester City tại sân Bank Street, câu lạc bộ nâng cấp sân để có thêm 2000 chỗ ngồi theo yêu cầu của câu lạc bộ bóng bầu dục Broughton Rangers. Tuy nhiên, thời tiết hạn chế sự tham dự cho trận đấu Manchester City, chỉ 12.000 khán giả tham dự.
Vấn đề cải tạo mặt sân cần rất nhiều tiền và xu hướng lương của cầu thủ tăng cao, Câu lạc bộ lâm vào cuộc khủng hoảng tài chính; Câu lạc bộ được đề xuất một lệnh ngừng hoạt động vào tháng 1 năm 1902, sân Bank Street đứng trên bờ vực bị thu hồi cho đến khi được cứu bởi một nhà sản xuất bia địa phương giàu có, đó là John Henry Davies. Ông và bốn người đàn ông khác, trong đó có đội trưởng Harry Stafford, đầu tư tổng cộng 2.000 £ trong câu lạc bộ, nay đổi tên thành Manchester United FC, và Davies chi trả 500£ cho việc xây dựng một 1.000 chỗ ngồi mới tại sân Bank Street. Trong vòng bốn năm, các khán đài của sân vận động đã hoàn thiện với sức chứa 50.000 khán giả.

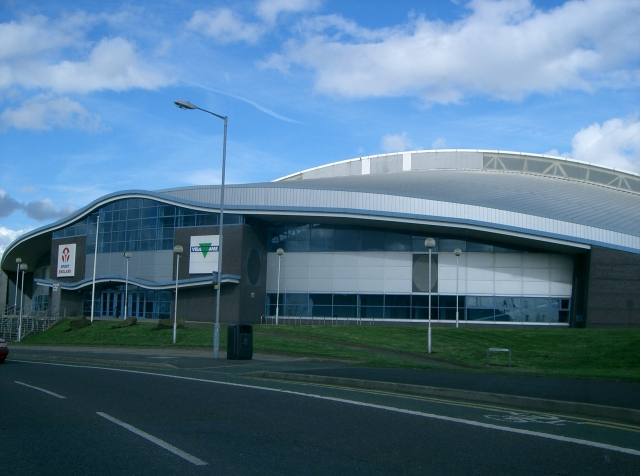
Bãi đậu xe Manchester Velodrome nằm gần sân Bank Street

Sau chức vô địch đầu tiên của Manchester United vào năm 1908 và Cup FA một năm sau đó, sân Bank Street đã quá hạn chế cho tham vọng của ông Davies và câu lạc bộ sẽ phải di chuyển đến một sân vận động mới cách đó 5 dặm ở Old Trafford. Bank Street đã được bán cho Công ty Cổ phần Manchester với giá 5500£. Trận đấu cuối cùng trên sân Bank Street chứng kiến 5.000 khán giả vào ngày 22 tháng 1 năm 1910; một chiến thắng 5-0 trước Tottenham Hotspur.. Hiện nay sân là bãi đỗ xa của công trình khổng lồ Manchester Velodome sau khi được chuyển đổi công năng nhiều lần. Có một tấm bảng đươc đóng vào tòa nhà đối diện để tưởng nhớ sự hiện diện của sân Bank Street khi xưa.